# Kanadai vadjuh
A kanadai vadjuh vagy vastagszarvú vadjuh (Ovis canadensis) az emlősök (Mammalia) osztályának párosujjú patások (Artiodactyla) rendjébe, ezen belül a tülkösszarvúak (Bovidae) családjába és a kecskeformák (Caprinae) alcsaládjába tartozó faj.

## Előfordulása

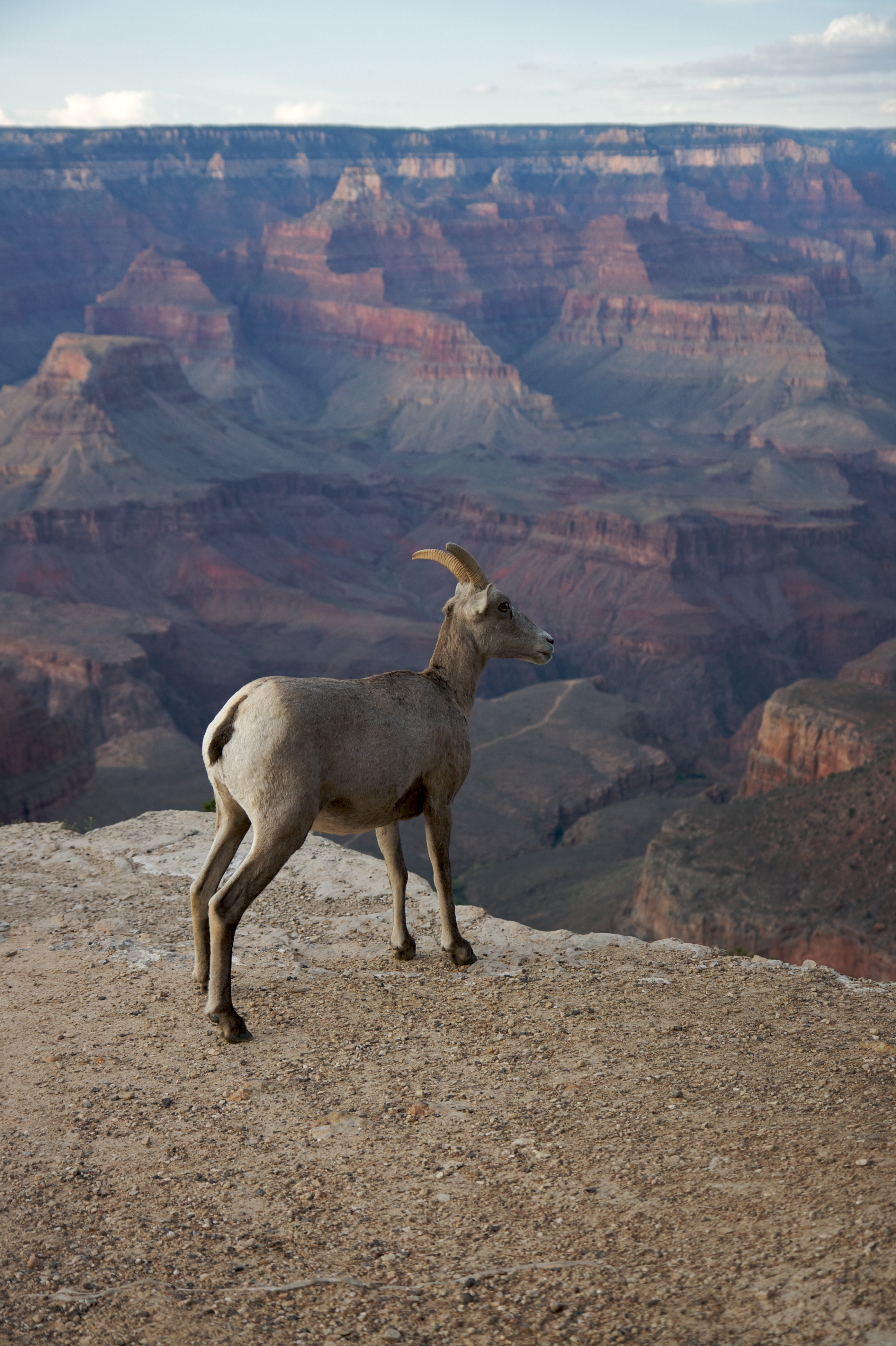
A nőstény

A kanadai vadjuh Kanada délnyugati és az Amerikai Egyesült Államok nyugati részén honos, valamint Mexikó egyes északnyugati vidékein (Sonora, Alsó-Kalifornia és Déli-Alsó-Kalifornia államokban).

### Betelepítése a Tiburón-szigetre
Az 1970-es évekre a kanadai vadjuh állománya (többek között az orvvadászatnak köszönhetően) annyira lecsökkent a sonorai hegyekben, hogy a mexikói kormány új tervet dolgozott ki: 1975-ben 20 példányt betelepítettek a Tiburón-szigetre, ahol úgy gondolták, elegendően védettek lesznek majd ahhoz, hogy elszaporodjanak, így később a szaporulat egy részét vissza lehessen majd telepíteni a szárazföldre. A Sierra Seri nevű hegységben befogott 20 példány között 18 nőstény és 2 hím volt, de a két hím egyike hamarosan szakadékba zuhant és elpusztult, így a későbbi állomány nagy része a megmaradt egyetlen hímtől származik. A genetikai változatosságot biztosította azonban, hogy a betelepített nőstények némelyike már más hímektől vemhes állapotban került a szigetre. Bár némelyik egyed később a tengerbe fulladt, másokat a prérifarkasok pusztítottak el, végül az évek múlásával számuk mégis néhány százra emelkedett, ráadásul az elszigetelt környezet és a verseny hiánya miatt az egyedek jól fejlődtek, trófeáikra igény mutatkozott a vadászok köreiben is. Ezért az 1990-es években a szigeten megnyitották a lehetőséget az ellenőrzött körülmények között zajló sportvadászatra.
Az évtized közepére (részben az 1994-ben kitört dél-mexikói neozapatista felkelés hatására) nagyon felerősödtek a terület őslakóinak, a szeri indiánoknak azok a mozgalmai, amelyek nagyobb önrendelkezést és a területükön előforduló természeti erőforrásokból való nagyobb részesedést kívántak elérni az indiánok számára. Az évtized végére ezért Felipe Rodríguez biológussal közösen létrehoztak egy UMA nevű szervezetet, amely többek között a sziget ökológiájával is foglalkozott. Néhány fiatal, de elég tapasztalattal rendelkező szerit bíztak meg az élővilág védelmével és vizsgálatával, a vadászatot pedig a téli hónapokra korlátozták, mindössze évente legfeljebb 5 vadász részvételével. A Nevada állambeli Reno városban minden évben árverésre bocsátják a Tiburón-szigeti kanadaivadjuh-vadászat jogát, amely általában 60 000–100 000 dollár közötti értékben kel el. Ugyancsak fontos bevételi forrást jelent a szerik számára a vadjuhpéldányok értékesítése (új területekre való betelepítés céljából), 2004-ben például 120, egy évvel később 56 egyedet adtak el, egyenként körülbelül 30 000 dolláros áron.

## Alfajai
Jelenleg az alábbi 3 alfaját ismerik el, de korábban hetet tartottak számon:
- Ovis canadensis canadensis Shaw, 1804
- Ovis canadensis nelsoni Merriam, 1897
- Ovis canadensis sierrae (Grinnell, 1912)

## Életmódja
Füvet legel, szívesen nyalogatja az ásvány sóját.

## Szaporodása
Ősszel párosodás idején a kosok látványos párviadalokban ütköznek meg egymással. Gyakran többórás összecsapások során a résztvevők látszólag nem szenvednek sérüléseket. A nőstény, körülbelül 6 hónapnyi vemhesség után, májusban, a napégette meredek sziklafalakon felkapaszkodik a legkevésbé megközelíthető csúcsokra, és megelli 1-2 bárányát.